# Карахиа
Карахиа — археологический памятник в Перу. В этой пещере в 1983 г. обнаружено около 250 саркофагов, внешне напоминающих человеческие мумии, изготовленных из земли и камней, а на месте лиц находились деревянные дощечки. Культурная принадлежность саркофагов остаётся спорной (варианты: Чачапойя, Тиуанако, Уари, Чанкай, Рекуай).
Саркофаги из Карахиа уникальны в своём роде по своим колоссальным размерам, достигающим 2,5 метров по высоте, и своему искусному исполнению. Тот факт, что саркофаги были подняты на большую высоту из труднодоступной горной впадины, позволяет предположить, что гробницы изначально строились с расчётом защиты от иноземцев или грабителей.
Хотя представители культуры Чачапойя обычно хоронили своих покойных в саркофагах, антропоморфные гробы упоминались в книге «Mercurio peruano» (1791), на что обратили внимание археологи Луи Ланглуа (Louis Langlois, 1939), Анри и Поль Райхлен (Henry y Paule Reichlen, 1950). Эта практика погребения была полностью забыта в последующем. Экспедиция во главе с Федерико Кауффманом Дойгом в 1985 г. смогла обнаружить в Карахиа ранее неизвестную группу саркофагов, сохранившихся практически неприкосновенными.
В 2019 году не далеко от них после обвала в открывшейся пещере обнаружили мумии людей. В настоящее время находятся на изучении в Лиме.